# Reja de arado
La reja es la parte del cuerpo del arado que corta horizontalmente la tierra. Para ello su borde inferior posee un agudo filo cortante. Junto con la vertedera son las partes esenciales de los arados de reja y vertedera. La reja va atornillada a la cama igual que la vertedera y la costanera. Las cuatro constituyen el cuerpo del arado.

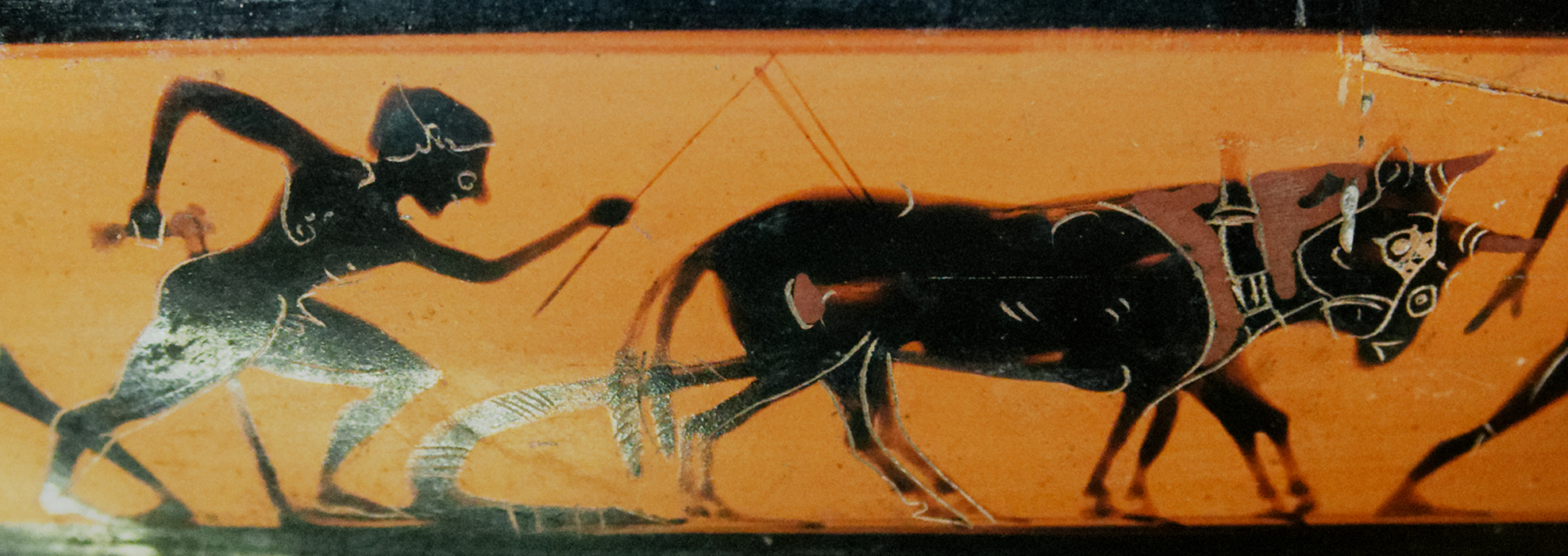
Labrador griego arando. Se observa claramente la reja puntiaguda de los antiguos arados. Decoración de un jarrón griego
de ca. 540 a. C.

En los arados antiguos la reja se reducía a una punta de madera dura o de metal. Con ello solo se lograba un escarificado superficial que removía el suelo pero sin invertir la gleba. La reja dejaba un surco somero en el cual se depositaba la semilla. Así, los sumerios tenían un arado-sembrador, y los antiguos romanos sembraban en el surco que dejaba la reja en la última arada.

Reja de arado actual.

Con la difusión de la vertedera hacia el siglo XI en Europa, la reja toma su forma actual de un trapezoide. Gradualmente se fueron introduciendo mejoras tales como el uso del hierro, procesos de endurecimiento del mismo y el empleo del acero.
Dada su función, es la pieza del arado que más desgaste sufre. También el borde afilado se vuelve romo con el uso, lo que requiere un periódico afilado. A diferencia del afilado de cuchillos que se realiza por abrasión, en la reja de acero era necesario caldearla hasta el rojo y batirla sobre caliente con un martillo estirando el metal hasta darle un ángulo agudo con el filo adecuado, y luego templar en baño de aceite la zona afilada. Esta acción de afilado se denominaba “picado de la reja” y era efectuada por herreros. Actualmente se emplean rejas con el borde cortante endurecido. Hay también rejas que directamente se reemplazan al perder filo.

## Espadas, arados y rejas
La exhortación a la paz de los Profetas se ha traducido al castellano y francés como «con sus espadas forjarán arados». En cambio en la Nova Vulgata, la versión latina oficial actualizada de la Vulgata del Vaticano, se habla de rejas (vomeres) y no de arados. Esta última traducción, también usual en inglés y alemán, es más correcta dado que en la antigüedad la reja era la única pieza metálica del arado; las restantes parte eran de madera. En cierta medida lo confirma el Primer Libro de Samuel al lamentar el Profeta que no había herreros en Israel y que “tenían que acudir a los filisteos para reparar sus azadas, sus rejas de arado, sus hachas y sus hoces”.